# Biblioteca Moffitt
La biblioteca Moffitt es una biblioteca situada en California, Estados Unidos. A finales de la década de 1960, se convirtió en una biblioteca de vanguardia para estudiantes universitarios. Lleva el nombre de James K. Moffitt, exrector de la Universidad de California.
La planta de acceso principal (la tercera planta) alberga los materiales de referencia, el mostrador de referencia y computadoras. Las reservas de cursos se encuentran detrás del mostrador de circulación en el tercer piso. También hay un túnel muy conveniente, que proporciona acceso a las áreas de estudio, incluso cuando la biblioteca principal está cerrada. La mayoría de los libros de la biblioteca se encuentran en la cuarta y quinta planta. Un laboratorio de computadoras y mesas de estudio se encuentra abajo, en el primer piso. El segundo piso es para uso del personal.